# Darmstadt-Arheilgen
Arheilgen ist ein Stadtteil im Norden der Großstadt Darmstadt in Hessen, der im Jahr 1937 eingemeindet wurde.

## Geografie
Arheilgen liegt im Übergangsbereich zwischen dem Hessischen Ried im Westen und dem Messeler Hügelland im Osten nördlich der Darmstädter Kernstadt. Weitere Nachbarorte sind Kranichstein im Südosten, Wixhausen im Norden, Gräfenhausen im Nordwesten und Weiterstadt im Westen. Der Ruthsenbach verläuft durch den Stadtteil und vereinigt sich unterhalb mit der Silz zum Mühlbach. Am Ruthsenbach liegt auch das Arheilger Mühlchen, ein Naturbadeteich im Südosten Arheilgens. Westlich von Arheilgen liegt das Waldgebiet Täubcheshöhle mit dem Kleewoog und östlich die Wälder Koberstadt im Norden und Oberwald im Süden.

## Geschichte

### Urgeschichte
Trotz vereinzelter Funde aus der Steinzeit (Steinbeile) liegt der Hauptaugenmerk auf Ausgrabungen von Hügelgräbern aus der Urnenfelderkultur und der Latènezeit.

### Mittelalter

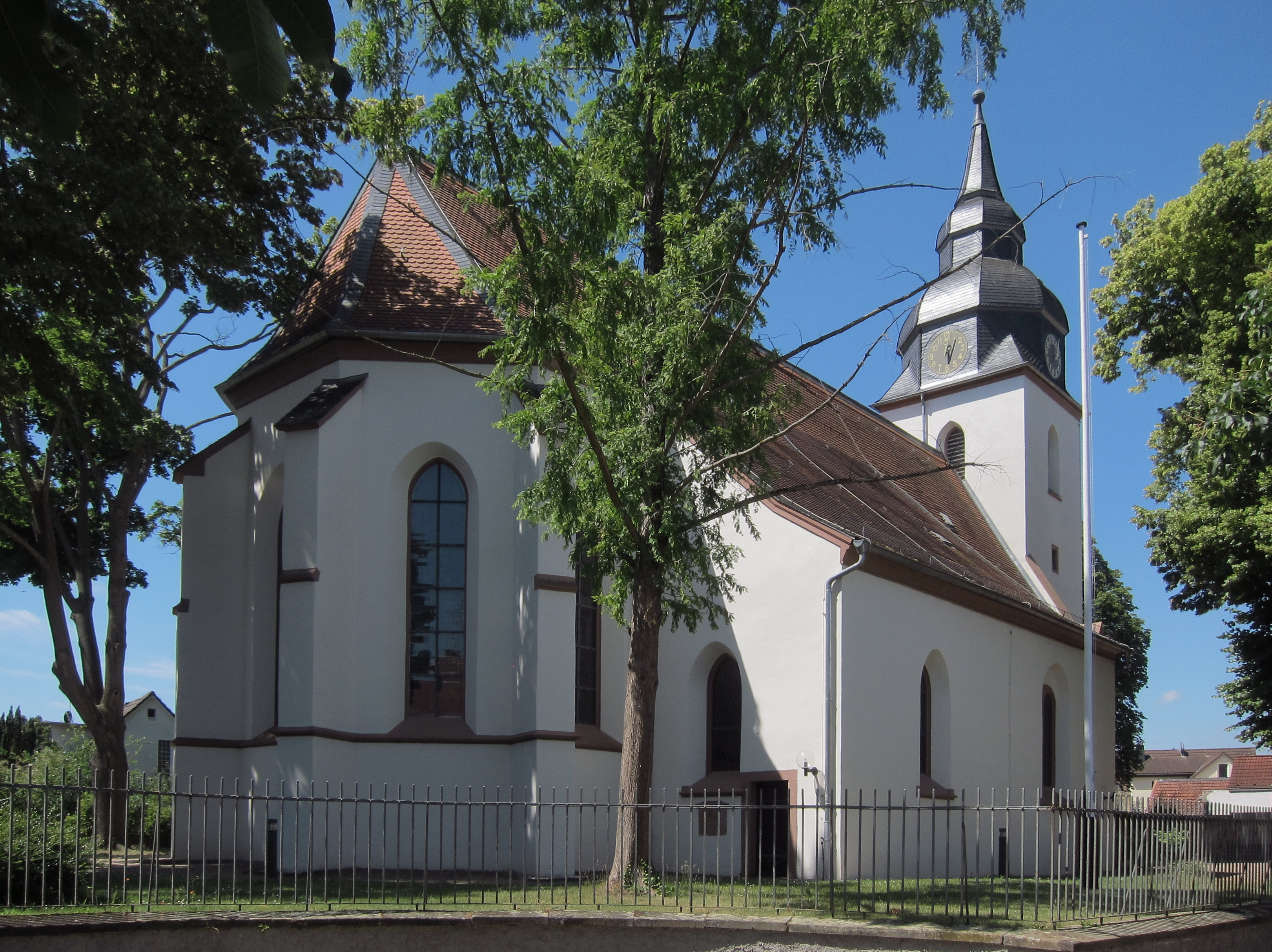
Evangelisch-lutherische Auferstehungskirche in Darmstadt-Arheilgen, erbaut 1477–1482

Die Frühgeschichte Arheilgens vor 1000 n. Chr. liegt weitgehend im Dunkeln.
Die eigentliche Besiedlung begann wahrscheinlich in der zweiten Hälfte des ersten Jahrtausends, als eine Reihe fränkischer Ansiedlungen im Rhein-Main-Neckar-Raum entstand. Der Ortsname in seiner alten Schreibweise „Araheiligon“ wird erstmals in einem nicht datierten Zinsregister der Abtei Seligenstadt erwähnt, das ein unbekannter Schreiber, vermutlich um das Jahr 1000, einem aus dem 9. Jahrhundert stammenden Evangeliar des Klosters hinzufügte.
Im Zuge eines Tauschgeschäftes im Jahre 1013, zwischen König Heinrich II. (Kaiser ab 1014) und dem Bistum Würzburg, kam Arheilgen mit dem Königshof Gerau, zu dem es wie viele andere Gemeinden im südhessischen Raum gehörte, in den Herrschaftsbereich des Würzburger Bischofs. Dieser wiederum belehnte später die Grafen von Katzenelnbogen mit diesem Besitz.
Anlässlich eines Streits zwischen den Mönchen des Klosters Eberbach vom Gehaborner Hof und den Dorfbewohnern von Arheilgen, um den Wald Wintershagen in der Arheilger Gemarkung, wurde die Ortschaft erneut schriftlich erwähnt. Am 21. November 1225 wurde in der Verhandlung dieses Falls vor einem Schiedsgericht eine Urkunde aufgesetzt, in der Vogt Werner von Grevenhusen als Schiedsrichter und der Schultheiß Godebold von Sneppenhusen als Zeuge genannt sind.
Am 26. August 1318 wurde bei der Aufteilung der Besitztümer zwischen Graf Bertolf und Graf Eberhard von Katzenelnbogen ersterem Arheilgen mit all seinem Besitz zugesprochen und so ein weiteres Mal urkundlich festgehalten. Mit dem Aussterben dieses Geschlechts fiel Arheilgen 1479 per Erbfolge an die Landgrafschaft Hessen und ist seitdem durchgehend hessisch.

### Frühe Neuzeit

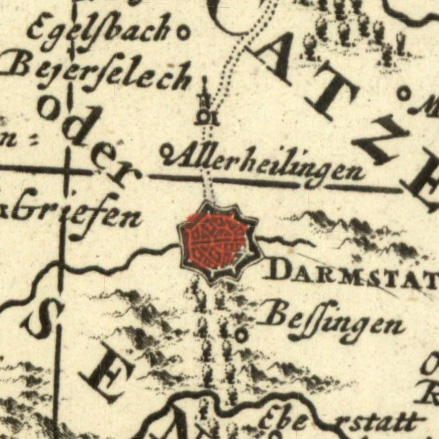
„Allerheilingen“ auf einer Karte von Nicolaes Visscher II. aus dem Jahr 1680

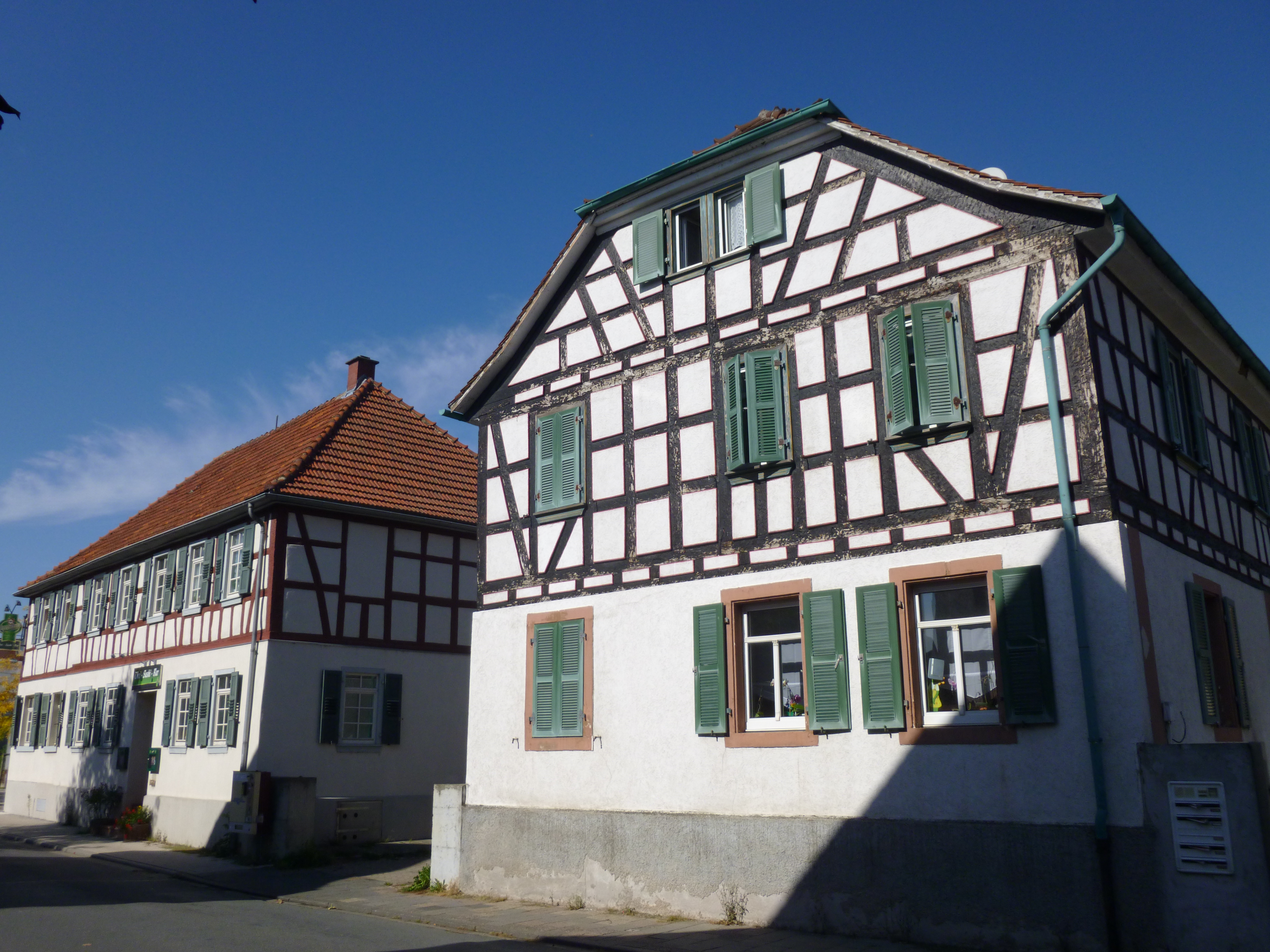
Fachwerkhäuser an der Messeler Straße

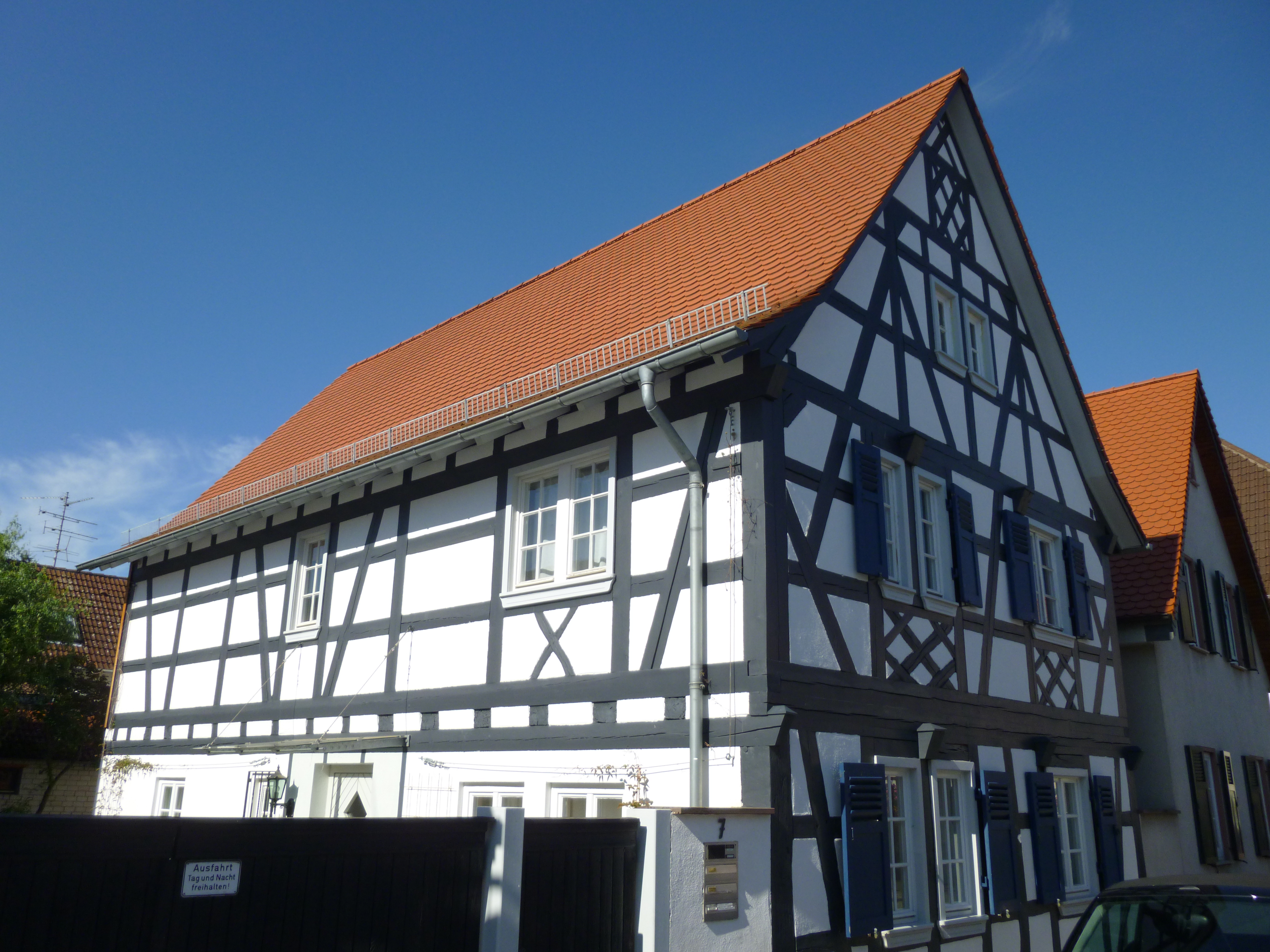
und der Darmstädter Straße in Arheilgen

Um 1600 fanden in Hessen Hexenverfolgungen statt. Dabei wurden auch in Arheilgen zwei Frauen auf dem Scheiterhaufen verbrannt.
In den folgenden Friedensjahren konnten die Arheilger Wohlstand entwickeln. Die Bevölkerung stieg auf 800 bis 900 an, es war zu dieser Zeit einer der bevölkerungsreichsten Orte der Umgebung. Doch der Dreißigjährige Krieg erschütterte Arheilgen schwer. Bereits 1622 raubten die Truppen des Grafen von Mansfeld alle Häuser und die Kirche aus. Im Januar 1635 wurde der Ort von französischen Truppen fast vollständig niedergebrannt. Die überlebenden Einwohner flüchteten hinter die vermeintlich sicheren Mauern des nahen Darmstadt, wo viele von ihnen an der Pest starben. Nach Ende des Krieges 1648 waren nur etwa 12 Familien verblieben, die sich an den Wiederaufbau machten.
Etwa drei Kilometer nordöstlich des Ortes entstand 1765 das Jagdschloss Dianaburg.

### Moderne
Nach dem Ersten Weltkrieg war Arheilgen zweigeteilt, da die Grenze des Mainzer Brückenkopfes durch die Gemeinde verlief. 1923 kam es zu einem separatistischen Putsch: Anhänger der von Frankreich unterstützten Bewegung für eine von Deutschland unabhängige Rheinische Republik besetzten das Rathaus. Bürgermeister Jakob Jung und mehr als 20 weitere Arheilger wurden verhaftet. Letztlich scheiterte der Putschversuch aber am Widerstand der Arheilger Bevölkerung.
Während des Dritten Reichs wurde Arheilgen zum 1. April 1937 zeitgleich mit Eberstadt gegen den Willen der Bevölkerung nach Darmstadt zwangseingemeindet, das damit zur Großstadt wurde. Die Ablehnung dieses Schritts durch die Einwohner war bis weit in die Nachkriegszeit spürbar.
Die Evangelische Kirchengemeinde in Arheilgen galt in der NS-Zeit unter ihrem Pfarrer Karl Grein als Hochburg der Bekennenden Kirche.
Am 19. August 2011 feierte Arheilgen offiziell sein 1175-jähriges Bestehen.

### Verwaltungsgeschichte im Überblick
Die folgende Liste zeigt die Staaten und Verwaltungseinheiten, denen Arheilgen angehört(e):

- vor 1479: Heiliges Römisches Reich, Grafschaft Katzenelnbogen, Obere Grafschaft Katzenelnbogen
- ab 1479: Heiliges Römisches Reich, Landgrafschaft Hessen, Obere Grafschaft Katzenelnbogen
- ab 1567: Heiliges Römisches Reich, Landgrafschaft Hessen-Darmstadt, Obere Grafschaft Katzenelnbogen (1783: zum Amt Darmstadt, später Oberamt Darmstadt, Zent Arheiligen)
- ab 1803: Heiliges Römisches Reich, Landgrafschaft Hessen-Darmstadt, Fürstentum Starkenburg, Amt Darmstadt
- ab 1806: Großherzogtum Hessen,[Anm. 2] Fürstentum Starkenburg, Amt Darmstadt
- ab 1815: Großherzogtum Hessen, Provinz Starkenburg, Amt Darmstadt
- ab 1821: Großherzogtum Hessen, Provinz Starkenburg, Landratsbezirk Langen[Anm. 3]
- ab 1832: Großherzogtum Hessen, Provinz Starkenburg, Kreis Groß-Gerau
- ab 1848: Großherzogtum Hessen, Regierungsbezirk Darmstadt
- ab 1852: Großherzogtum Hessen, Provinz Starkenburg, Kreis Darmstadt
- ab 1871: Deutsches Reich, Großherzogtum Hessen, Provinz Starkenburg, Kreis Darmstadt
- ab 1918: Deutsches Reich, Volksstaat Hessen, Provinz Starkenburg, Kreis Darmstadt
- ab 1937: Deutsches Reich, Volksstaat Hessen, Provinz Starkenburg, Kreis Darmstadt, Stadt Darmstadt[Anm. 4]

### Gerichtszugehörigkeit
Arheilgen gehörte zur Zent Arheilgen. In der Landgrafschaft Hessen-Darmstadt wurde mit Ausführungsverordnung vom 9. Dezember 1803 das Gerichtswesen neu organisiert. Für das Fürstentum Starkenburg wurde das „Hofgericht Darmstadt“ eingerichtet. Es war für normale bürgerliche Streitsachen Gericht der zweiten Instanz, für standesherrliche Familienrechtssachen und Kriminalfälle die erste Instanz. Übergeordnet war das Oberappellationsgericht Darmstadt. Die Rechtsprechung der ersten Instanz wurde durch die Ämter bzw. Standesherren vorgenommen. Damit war das Amt Darmstadt zuständig. Die Zentgerichte hatten damit ihre Funktion verloren.
Mit Bildung der Landgerichte im Großherzogtum Hessen war ab 1821 das Landgericht Langen das Gericht erster Instanz. Die zweite Instanz war das Hofgericht Darmstadt.
Es folgten:
- 1853: Landgericht Darmstadt; zweite Instanz: Hofgericht Darmstadt
- 1879: Amtsgericht Darmstadt II (Umbenennung); zweite Instanz: Landgericht Darmstadt
- 1932: Amtsgericht Darmstadt; zweite Instanz: Landgericht Darmstadt

### Siegel und Wappen
Aus dem Gerichtssiegel, dessen ältester erhaltener Abdruck aus dem Jahr 1636 datiert, hat sich das Ortswappen entwickelt. Die obere Hälfte zeigt die Halbfigur des Heiligen Kilian, Schutzpatron der Franken, dem die ursprüngliche Arheilger Kirche geweiht war. Darunter sind eine liegende Brille (→Wappen Bischofsheim (Mainspitze)), eine Wolfsangel und zwei sechseckige Sterne abgebildet. Die Herkunft dieser Symbole (vermutlich alte Fleckenzeichen) ist bis heute ungeklärt und gibt Rätsel auf.

### Orts- und Herkunftsbezeichnung
Über die Herkunft des Ortsnamens lässt sich keine verlässliche Auskunft geben. Ein früherer Deutungsversuch, der den Namen (analog zu „Darimund“ für Darmstadt) von einem fiktiven kaiserlichen Wildhübner „Araheil“ herleiten wollte, wurde später durch etymologische Ansätze abgelöst. Der jüngste führt über die Herleitung der Silbe Ar aus germanisch âr (Bote) zu der Bedeutung „zu den Botenheiligen“.
Bei der heute noch häufig unzutreffend verwendeten Ortsbezeichnung „Arheiligen“ handelt es sich um eine nicht mehr gebräuchliche Abwandlung des ursprünglichen historischen Ortsnamens.
Eine der 1712 angeschafften Glocken der evangelischen Kirche trägt folgenden Spruch:
„Allerheyligen wird der Ort von Alters her genannt, kein Dienst der Heyligen ist doch hier bekannt.“
Die heutigen Einwohner von Arheilgen werden als „Arheilger“ bezeichnet. Auch der Familienname Arhelger geht auf den Ortsnamen zurück. Mundartlich nennen sich die Einwohner von Arheilgen „Oarhelljer“. Im Jahr 1850, als rund tausend Arheilger vor dem Darmstädter Schloss gegen die Absetzung ihres Vikars demonstrierten, entstand ihr Spitzname „Mucker“, abgeleitet von dem Verb „aufmucken“.

## Natur und Schutzgebiete
Naturschutzgebiete:
- Am Kleewoog von Gräfenhausen
- Im Mörsbacher Grund von Darmstadt-Arheilgen
- Silzwiesen von Darmstadt-Arheilgen

Natura2000-Gebiete:
- Kranichsteiner Wald mit Hegbachaue, Mörsbacher Grund und Silzwiesen (FFH-Gebiet 6018-305)

Naturdenkmale:
- Düne Stahlberg I
- Düne Stahlberg II
- Maulbeerallee
- Vogelschutzgehölz Pechbusch
- Wasserfläche mit Gehölz und Schilf bei Darmstadt-Arheilgen

## Binnendüne
- Totenberge

## Bäche
- Mühlbach
- Ohlenbach
- Ruthsenbach
- Silz

## Naturbadesee
- Arheilger Mühlchen

## Hochwasserrückhaltebecken
- Rückhaltebecken Seewiese

## Kirchen
- evangelische Auferstehungskirche Arheilgen
- Christliches Zentrum Darmstadt, Röntgenstr. 18, evangelische Freikirche
- katholische Heilig-Geist-Kirche
- evangelische Kreuzkirche
- Stadtmission Arheilgen

## Friedhof
- Arheilger Friedhof

## Historische Bauwerke
Siehe: Liste der Kulturdenkmäler in Arheilgen

## Bildung
Grundschulen:
- Astrid-Lindgren-Schule
- Wilhelm-Busch-Schule[10]

Gesamtschule:
- Stadtteilschule Arheilgen (schulformbezogene Gesamtschule; Neuaufnahmen) im Gebäude der ehemaligen Thomas-Mann-Schule.

## Wirtschaft

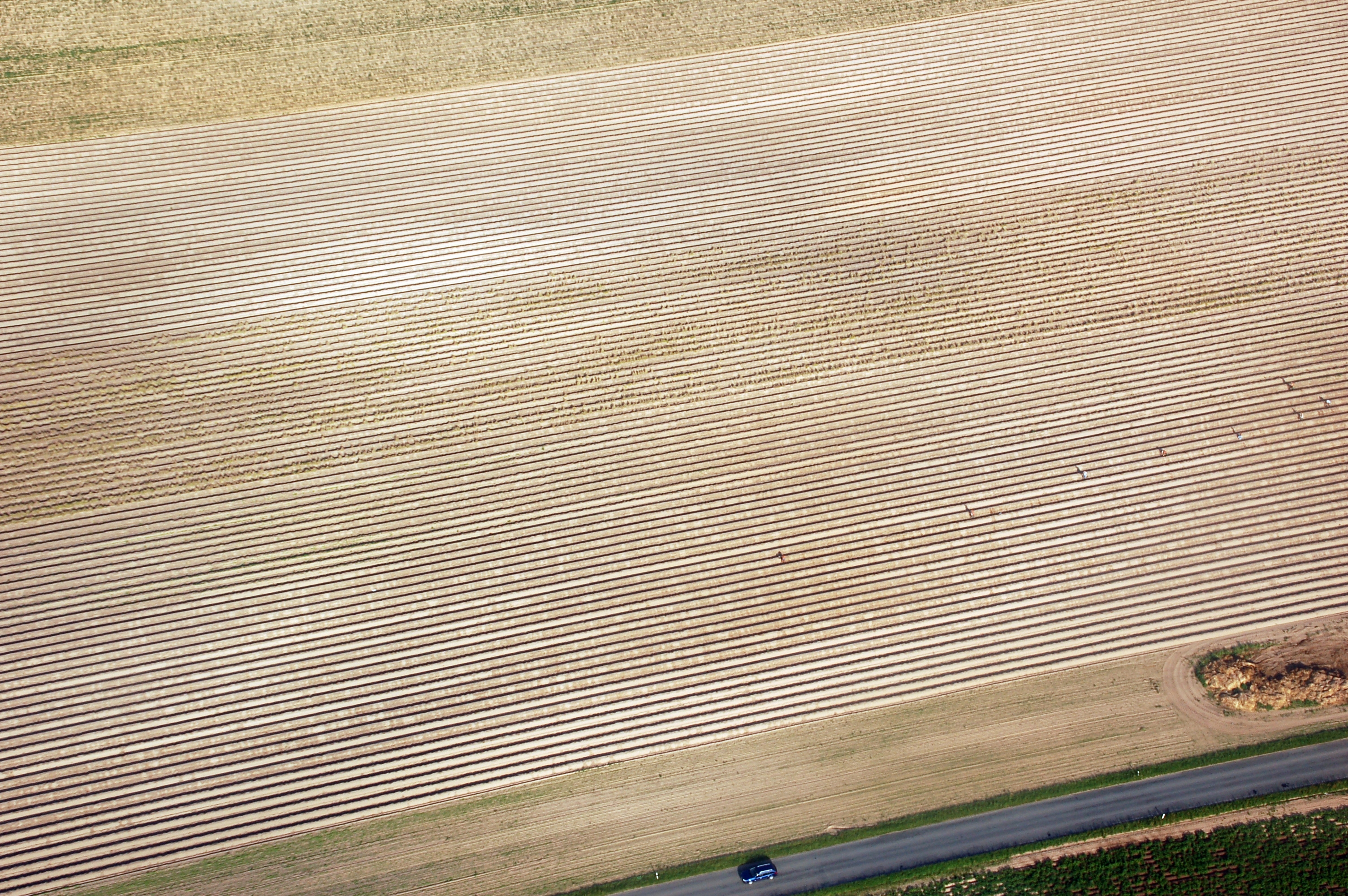
Spargelanbau

Südlich der Gemarkung Arheilgens befindet sich das Areal des ältesten pharmazeutisch-chemischen Unternehmens der Welt, die Merck KGaA. Die Firma ist der größte Arbeitgeber in der Region und fördert dort sowohl Schulen und Vereine. In der Landwirtschaft dominiert der Spargelanbau.

## Medien
In Darmstadt-Arheilgen finden aktuelle Berichterstattung und amtliche Bekanntmachungen hauptsächlich in den Tageszeitungen Darmstädter Echo, in den Regionalausgaben der Frankfurter Allgemeinen Zeitung und der Frankfurter Rundschau statt.
Daneben gibt es die Wochenzeitung „Arheilger Post“ („Die Heimat- & Wochenzeitung für Arheilgen, Wixhausen und Kranichstein“).
Der Hessische Rundfunk und Radio FFH sind jeweils mit einem Regionalstudio in Darmstadt vertreten.
Das nichtkommerzielle Lokalradio Radio Darmstadt (Radar) sendet aus Darmstadt.
Diese Studios sind auch für Darmstadt-Arheilgen zuständig.

## Verkehr

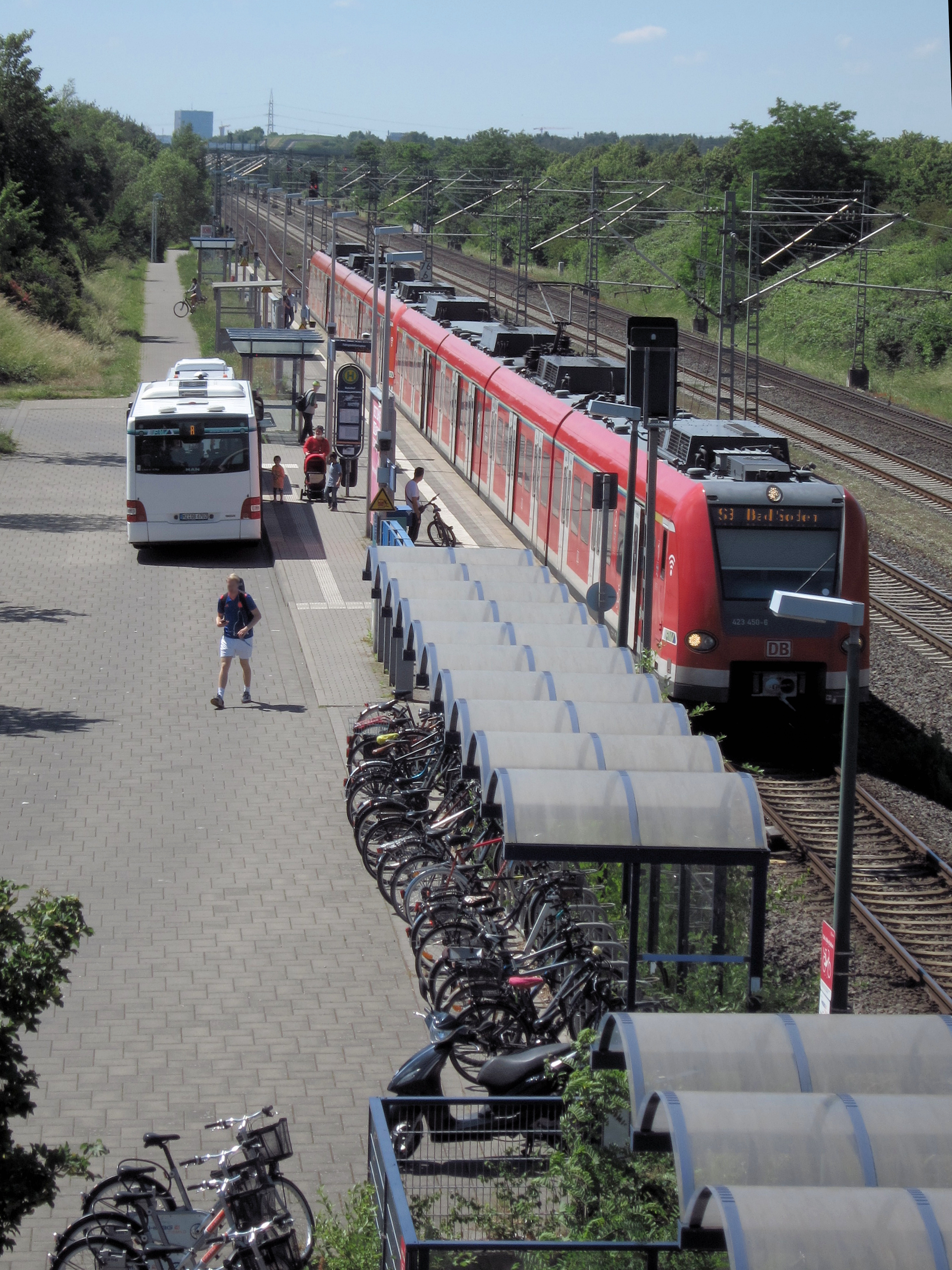
Haltepunkt der S-Bahn und Bushaltestelle in Darmstadt-Arheilgen

Der Bahnhof Darmstadt-Arheilgen an der Bahnstrecke Frankfurt am Main–Heidelberg wurde im Jahr 1848 eröffnet. Bis 1894 befand er sich etwa 600 m weiter nördlich, um auch Wixhausen an das Bahnnetz anzuschließen.
Am 30. April 1890 wurde Arheilgen an die Dampfbahnstrecke nach Griesheim und Eberstadt angeschlossen. Die Züge bestanden aus einer kleinen zweiachsigen Dampflok mit vier bis fünf Personenwagen.
Das größte Verkehrsprojekt in Arheilgen seit Kriegsende stellte die Weiterführung der Straßenbahntrasse bis zum nördlichen Ortsende mit der Erweiterung um ein zusätzliches Gleis sowie die Umgestaltung der Frankfurter Landstraße dar. Die neue Trasse wurde im August 2011 in Betrieb genommen. Durch die geänderte Gleisführung wurde die zuvor im Ortskern gelegene Wendeschleife der Straßenbahn überflüssig. Die damit freigewordenen Flächen wurden in den folgenden Jahren für den Bau eines Einkaufsmarktes genutzt, der im Jahre 2014 eröffnet wurde.
Heute wird der Bahnhof Darmstadt-Arheilgen von der Linie S6 Darmstadt–Frankfurt–Groß-Karben der S-Bahn Rhein-Main bedient. Darüber hinaus besteht eine Anbindung an das Darmstädter Bus- und Straßenbahnnetz:
- Eine Straßenbahnanbindung in den Stadtkern und Eberstadt, bis nach Alsbach (Linie 6 & 8).
- Drei Buslinien im Ortsteil sowie in die Ortsteile Kranichstein und Wixhausen (Linie A, AH, G & WX).
- Eine Regionalbusanbindung nach Langen (Hessen) (Linie 662).

Über den Bahnhof Darmstadt-Nord (etwa 1 km südlich Arheilgens) besteht außerdem eine Anbindung an die Regionalbahn 75 in die Richtungen Mainz/Wiesbaden (über Groß-Gerau) und Aschaffenburg (über Dieburg und Babenhausen) sowie an die Regionalbahn 81 in Richtung Erbach (Odenwald) (über Reinheim und Groß-Umstadt).

### Umbenennungen Straßennamen
Um Dopplungen nach der Eingemeindung nach Darmstadt zu vermeiden, sowie vereinzelt aus anderen Anlässen wurden folgende Umbenennungen durchgeführt:
- Dieburger Straße in Messeler Straße
- Reitbahn in August-Bebel-Straße – heute Teil der Frankfurter Landstraße (zwischen Messeler Straße und Untere Mühlstraße)
- Obergasse in Aron-Reinhard-Straße
- Die Felchesgasse hieß einige Zeit Wechslerstraße
- Teile der Darmstädter Straße in Frankfurter Landstraße (südlich der Unteren Mühlstraße)
- Frankfurter Straße (komplett) in Frankfurter Landstraße (nördlich der Messeler Straße)

## Vereine
In Arheilgen gibt es 52 Vereine. Diese haben sich in der Interessengemeinschaft der Arheilger Vereine IGAV e. V. zusammengeschlossen.
- Der mit Abstand mitgliederstärkste ist die Sportgemeinschaft Arheilgen (SGA) mit über 4000 Mitgliedern, damit zweitgrößter Sportverein Darmstadts und mit der entsprechenden Abteilung größter Tischtennis-Verein Südhessens.[13]
- Die Fußballmannschaft des 1. FCA Darmstadt spielt seit der Saison 2013/14 in der Verbandsliga Hessen.
- Das Deutsche Rote Kreuz ist bereits seit 1904 in Arheilgen tätig.
- Viele Arheilger Unternehmer sind im Gewerbeverein Arheilgen organisiert.
- Der Arheilger Geschichtsverein archiviert Familienstammbäume und Ortsgeschichte.

## Regelmäßige Veranstaltungen
- Juni: Mucker macht mit! (alle zwei Jahre; seit 2015)[14][15]
- Juli: Mühlchen-Triathlon[16][17]
- September: Muckerfest[18]
- Oktober/November: Kerb[19]
- November/Dezember: Weihnachtsmarkt

## Persönlichkeiten, Töchter und Söhne
- Christoph Jacob Weber (1767–1832), Gastwirt und Politiker
- Karoline Balser (1873–1928), liberale Frauenrechtlerin und Landtagsabgeordnete; Karoline Balser-Weg
- Karl Grein (1881–1957), Pfarrer in Arheilgen
- Peter Brunner (1900–1981), lutherischer Theologe
- Helmut Lortz (1920–2007), Grafiker
- Willi Erzgräber (1926–2001), Anglist und Hochschullehrer
- Wilhelm Wannemacher (1927–2023), Pädagoge, Sachbuchautor und Schriftsteller
- Wilhelm Riedel (1933–2018), Schriftsteller
- Otti Geschka (* 1939 in Selters-Haintchen), Krankenschwester, Hausfrau und Politikerin (CDU) Staatssekretärin
- Helmut Castritius (1941–2019), Althistoriker
- Volker Ohl (* 1950), Stabhochspringer
- Thomas Ihringer (1953–2015), Mathematiker und Hochschullehrer